# Діурез
Діурез — об'єм сечі, що утворюється за певний проміжок часу.

## Норма
В нефрологічній практиці найчастіше користуються вимірюванням добового діурезу — об'єму сечі, виділеного за 24 години, та хвилинного діурезу, величину якого використовують при дослідженні функції нирок методом кліренса.
Добовий діурез поділяють на денний та нічний. В нормі співвідношення денного діурезу до нічного становить 3:1 або 4:1.
У здорової дорослої людини добове виділення сечі становить 67 — 75% від кількості випитої рідини. Мінімальний об'єм сечі, необхідний для виділення ниркою всіх продуктів метаболізму, становить 500 мл. У зв'язку з цим об'єм споживання рідини не повинен бути нижче 800 мл/добу. В умовах стандартного водного режиму (споживання 1-2 л рідини) величина добового діурезу становить 800–1500 мл, відповідно величина хвилинного діурезу — 0,55-1 мл.

## Патологія
При патології та деяких фізіологічних станах кількість сечі (та її склад) може значно змінюватись за рахунок частоти, об'єму, затримки, зміщення певного балансу сечовипускання.
Усі ці явища об'єднують загальним поняттям — дизурії.
Розрізняють
- поліурію — збільшення добового діурезу до 3000 мл та більше на фоні звичайного водного режиму;
- полакурію — справжнє часте сечовипускання, коли щоразу виділяється невелика кількість сечі (добовий діурез не порушується),
- олігурію — виділення сечі 100–500 мл/добу,
- олігокіурію — патологічно зменшена частота сечовипускання,
- анурію — виділення менше 200 мл/добу,
- ішурію — гостра або хронічна затримка сечовиділення,
- ніктурію — при визначенні добового діурезу, частка нічної порції сечі зростає; також явище коли сечовипускання в нічний період частіше одного разу,
- странгурію — утруднення сечовипускання в поєднанні з його почастішанням і болючістю,
- опсоурію — виділення великої кількості сечі через добу і більше, після попереднього прийому великої кількості рідини,
- олігоанурію — виділення сечі 100–200 мл/добу.

В залежності від кількості виділених осмотично активних речовин та об'єму сечі розрізняють
- осмотичний діурез (великий об'єм сечі з високою концентрацією осмотичне активних речовин),
- антидіурез (малий об'єм сечі з високою концентрацією осмотичне активних речовин),
- водний діурез (великий об'єм сечі з дуже низькою екскрецією осмотичних речовин).

Окрім кількісних змін сечовипускання вирізняють якісні зміни сечі.